# Lisa Bonet
Lisa Bonet (n. 16 noiembrie 1967, San Francisco, California ca "Lisa Michelle Boney") este o actriță americană. Tatăl ei este afroamerican, iar mama de origine evreică.

## Date biografice și carieră
Deja la vârsta de 11 ani poate fi văzută în serialul Bill Cosby Show, jucând rolul lui "Denise Huxtable-Kendall". Ea devine cunoscută din anii 1987 prin filmele Înger și demon, The Cosby Show și Vaudou, unde joacă alături de actori ca: Mickey Rourke, Robert De Niro, Joseph C. Phillips, Martin Kendall și Malcolm-Jamal Warner.
Lisa Bonet a fost căsătorită cu Lenny Kravitz și Jason Momoa.

## Filmografie
| Anul | Titlu              | Rol                | Note (engleză) |
| ---- | ------------------ | ------------------ | -------------- |
| 1987 | Angel Heart        | Epiphany Proudfoot |                |
| 1993 | Bank Robber        | Priscilla          |                |
| 1994 | Final Combination  | Catherine Briggs   |                |
| 1998 | Enemy of the State | Rachel Banks       |                |
| 2000 | High Fidelity      | Marie De Salle     |                |
| 2003 | Biker Boyz         | Queenie            |                |
| 2006 | Whitepaddy         | Mae Evans          |                |

| Anul      | Titlu                       | Rol                     | Note (engleză)              |
| --------- | --------------------------- | ----------------------- | --------------------------- |
| 1983      | St. Elsewhere               | Carla                   | episod: "Entrapment"        |
| 1984–1991 | The Cosby Show              | Denise Huxtable Kendall | 103 episoade                |
| 1985      | Tales from the Darkside     | Justine                 | episod: "The Satanic Piano" |
| 1985      | ABC Afterschool Special     | Carrie                  | 1 episod                    |
| 1987–1988 | A Different World           | Denise Huxtable         | 22 episoade                 |
| 1994      | New Eden                    | Lily                    | TV                          |
| 2002      | Lathe of Heaven             | Heather Lelache         | TV                          |
| 2008      | Life on Mars (U.S. version) | Maya Daniels            | 2 episoade                  |